# Albert Demcenko
Albert Demcenko (n. 27 noiembrie 1971, Ciusovoi, RSFS Rusă, URSS) este un sănier ce a reprezentat Uniunea Republicilor Sovietice Socialiste, medaliat olimpic. A participat la 7 ediții ale Jocurilor Olimpice (1992, 1994, 1998, 2002, 2006, 2010, 2014) în care a câștigat 3 medalii de argint.